# Décès en juillet 1993
Décès
- 1989
- 1990
- 1991
- 1992
- 1993
- 1994
- 1995
- 1996
- 1997

Pour une information complémentaire, voir la page d'aide.

| Date       | Nom                           | Activités                                    | Âge      | Source |
| ---------- | ----------------------------- | -------------------------------------------- | -------- | ------ |
| 2 juillet  | Muhlis Akarsu                 | ashik, chanteur et joueur de saz turc        | 44 ou 45 | (en)   |
| 2 juillet  | Hasret Gültekin               | musicien turc d'origine kurde                | 22       |        |
| 2 juillet  | Fred Gwynne                   | acteur américain                             | 66       |        |
| 3 juillet  | Joe DeRita                    | acteur américain                             | 83       |        |
| 8 juillet  | Martin Barré                  | peintre français                             | 68       |        |
| 9 juillet  | Will Rogers, Jr. (en)         | acteur et écrivain américain                 | 81       |        |
| 10 juillet | Alfred Hamerlinck             | coureur cycliste belge                       | 87       |        |
| 12 juillet | Ferdinando Giuseppe Antonelli | cardinal italien de la curie romaine         | 96       |        |
| 14 juillet | Léo Ferré                     | musicien, poète et chanteur français         | 76       |        |
| 15 juillet | David Brian                   | acteur américain                             | 78       |        |
| 15 juillet | Boža Ilić                     | peintre serbe puis yougoslave                | 74       |        |
| 20 juillet | Vince Foster                  | conseiller adjoint de la Maison-Blanche      | 48       | (en)   |
| 20 juillet | Jacqueline Lamba              | peintre française                            | 82       |        |
| 21 juillet | René-Jean Jacquet             | footballeur français                         | 60       |        |
| 23 juillet | Megan Taylor                  | patineuse artistique britannique             | 72       |        |
| 24 juillet | Francis Bouygues              | industriel français                          | 70       |        |
| 26 juillet | Simon Blaczyk                 | footballeur français                         | 65       |        |
| 29 juillet | Jean-Jacques Hueber           | peintre français                             | 73       |        |
| 30 juillet | Paul Quéré                    | peintre, potier et poète français.           | 61       |        |
| 31 juillet | Paul Barret                   | joueur puis entraîneur de football français. | 62       |        |
| 31 juillet | Baudouin Ier de Belgique      | cinquième roi des Belges                     | 62       |        |